# Aethiothemis circe
Aethiothemis circe – gatunek ważki z rodziny ważkowatych (Libellulidae). Występuje w Demokratycznej Republice Konga.